# まほらば
『まほらば』は、小島あきらによる日本の漫画、およびそれを原作としたアニメ作品。『月刊ガンガンWING』（スクウェア・エニックス）において、2000年11月号から2006年7月号まで連載された。漫画全62話（+番外編6話）、単行本全12巻。「まほらば」とは、素晴らしい場所・理想郷を意味する古語（真秀場）である。
2005年1月から6月まで、同誌連載の漫画としては初めて『まほらば〜Heartful days』のタイトルで、テレビ東京系 (TXN) でテレビアニメ化された。また、同年6月からAT-Xで、2006年4月からはキッズステーションでも放送された。全26話。

## あらすじ
絵本作家を目指す白鳥隆士は、片道3時間を掛けて東京の専門学校に通っていたが、作業時間の確保のため上京することを決める。そのことを母に相談した白鳥は、母の従姉妹がやっているというアパート・鳴滝荘を紹介され、早速翌日に引っ越すことになる。現地に着くと、その従姉妹の娘であるという蒼葉梢が大家を務めていた。白鳥は覚えていなかったが、10年前に2人は会ったことがあるという。
しかし鳴滝荘の住民には個性豊かな面々が揃っていたうえ、梢は解離性同一性障害を患っていた。赤坂早紀、金沢魚子、緑川千百合、紺野棗の4つの人格は、梢を含めてそれぞれの記憶を共有しておらず、表出していない間を仮の記憶で埋めていたため、自身の症状には気付いていない。
鳴滝荘での生活を続けるうち、梢への恋心を自覚した白鳥は梢と交際を始める。すると部分的に記憶の共有が始まり、梢の別人格たちも白鳥のことを恋人と認識していた。
やがて住民たちが物置の整理をした折、白鳥は梢が描いた古いお絵かき帳を見つけ、それに関連して梢からかつて2人が出会った時の話を聞く。それは梢の曽祖父の葬式のことであり、白鳥は絵とお話で梢を慰めていた。僅かの間の交流だったが、梢は白鳥との出会いと、そのあとに白鳥の影響で作った拙いお話に励まされたという。梢がお絵かき帳に描いた絵のキャラクターは、梢の別の人格たちを思わせるものだった。
自分が梢の病気の原因になったと苦悩する白鳥だったが、梢の親代わりのような最古参の住人・灰原由起夫に諭され、梢と共に歩む決意を新たにする。
そんな白鳥の前に、梢の別人格たちが現れる。白鳥への想いという同じ強烈な感情を抱いた彼女らは、そのために隔絶が取り払われ、自身らが梢の別人格であることを認識したのだった。人格の統合によって起こる何事かよりも、白鳥と常に共にいられないことを厭った彼女らは一人の人間として生きていくことを決意し、それぞれが白鳥と口づけを交わし、「またね」という意味の言葉を残して去っていった。
翌日、普段と変わらない様子の梢を見て別人格たちの去就に思いを巡らせる白鳥に、梢は棗の特技であった手品を披露する。
何年か後、白鳥と梢の間には、早紀たちによく似た4人の娘がいた。

## 主な登場人物
アニメでは重要な設定の一部が製作側の都合で変更されている。また、設定は「まほらば蒼」および原作最終話に準ずる。サブキャラクターの設定は、アニメ化決定時に作者が発表したものである。年齢は「蒼」の時点でのものに整合済み。
登場人物はゲスト出演である巧と綾乃以外全員苗字に色の名前が含まれている（千草色、松葉色など普段あまり目にしない色もあるが）。また、水無月家と黒崎家の人物はさらに名前に時間を表す言葉が含まれている。他に、脇役である白鳥の友人3人と阿甘堂のお姉さんの名前は銀行名となっている。これは当初、カバー下おまけ漫画「脇役天国」内でヨ〜ちゃんによる発言「なんだかお金がいっぱい貯まりそうな感じ」でつけられたニックネームだったが、後に本名と設定された。
他人への罵詈雑言を得意としたり、自分の田に無理矢理水を引くようなことをしたりするキャラが少なくないため、一見すればそれぞれ仲が悪い印象が強いが本当は温かい心の持ち主で、身内のことを一番に考えていたりするキャラが多いこともまた事実であり、終盤に近づくにつれ、出会うべき人に出会う者、心を開く者など今まで扱いが悪かったキャラも報われる形になり、今まで名前が無かったキャラも最終回で名前が付けられ、脇役天国を脱出する形で皆ハッピーエンドを迎えた。

### 主要人物
主人公・白鳥隆士とヒロイン・蒼葉梢とその別人格の人物を記述する。
白鳥隆士（しらとり りゅうし）
声 - 白石涼子
【9月9日生まれ 乙女座 19歳 血液型O形 175cm 55kg】
本作の主人公で語り部。鳴滝荘の2号室の住人。女性に近い中性的な顔立ちと痩せ型の体型が特徴。幼い頃から絵本作家を目指し、「皇デザイン専門学校」の絵本作家コースに通う青年。幼い頃から絵を描いていたため、画力はかなりのもの。実家から学校までの道のりが3時間ほどかかるため、通学の時間を節約するために上京を決意。母のコネで、はとこの蒼葉梢が管理人を務める鳴滝荘の住人となる。
性格は優柔不断で、少し頼りなくどこか抜けた所もあるが、人の悩みを親身になって聞き、自分のことのように一生懸命考えてあげられる優しさ、穏やかさの持ち主。本人に自覚はないものの、その本心から出る言葉に多くの人を救っている。そのためか、無意識のうちに女性を魅了することが多く、珠実にはいいように思われていない。考えすぎるきらいがあるのが玉に瑕だが、無意識に対等にしっかり人を見て考え、的確なアドバイスができる。その性格ゆえに不条理にも足元を見られ、連日連夜宴会に引きずり回される（しかも会場は自分の部屋）、女装させられる（後述）、悪気のない理不尽な暴力を受けても、その相手をまったく嫌いにならないなど心が強い。また、女装状態の自分に惚れてしまったエロール（翼）の告白を断る際には彼の、傍目には滑稽なほどの、しかしあまりにもまっすぐな想いに触れて思わず涙してしまったことからも、白鳥の心の優しさが垣間見られる。その一方で、クセもの揃いの周囲の人物たちに振り回されがちで沙夜子やサクラなどドジな人に対しては多少キツイ面もあり、鳴滝荘に来てすぐ宴会などで5徹明けの際、少し壊れて一時別人のようになったこともある。また、自身の女顔を気にしており、早紀にそれを指摘された際には怒りをあらわにした。また、カナヅチで海でも浅いところまでしかいけず、梢に提供された白鳥の浮き輪を渋りながらも使用したが、恵に「白鳥（しらとり）なだけに白鳥（スワン）ってか？」とからかわれた。
梢への呼称は「大家さん」→「梢ちゃん」。梢とははとこ同士であるものの、自身は「鳴滝荘で梢に会うのが初めてだ」と言っているが、実は10年以上前に梢とは梢の曽祖父・総一朗の葬式に一度会っていることが物語終盤近くの回想で明かされた。その際、悲しむ梢を慰め、いつか自分も「お話を描く人」になりたいと梢に語っている。白鳥自身はこのことを覚えていなかったが、梢はずっと忘れないでいた。原作では結局最後まで梢と会った当時のことを思い出せずにいたが、アニメ版では思い出している。次第に梢に思いを寄せるものの、基本的に（珠実いわく）「ニブチン（鈍感）」ゆえに自分の梢への恋心に気付くのが半年以上もかかった。その後は紆余曲折を経て、晴れて恋人同士となった。
後日談では、専門学校卒業後、梢と結婚し子供も4人儲け、絵本作家として著書を出版するまでに至る。
白鳥隆子（しらとり りゅうこ）
隆士が宴会で酔いつぶれていた際、恵と珠実の悪戯により女装させられた姿。名前は恵・珠実命名。キャッチフレーズは「隆子爆誕」。本人が完璧な女顔のため、どこからどう見ても男には見えない。本人はこの姿になることを嫌がっているが、必要とあらば（主に千百合のため）自ら進んで女装することもある。その美貌は、男性嫌いの千百合でさえ男と気付かないほど。珠実には「その気になれば新宿でNo.1を取れるほどの器」だと言われている。ただし、沙夜子には一目で見抜かれてしまう（アニメでは朝美にも見抜かれている）。商店街へ逃亡した際、偶然エロールと会うが、彼はその正体に気づかないばかりか一目惚れし、勝手に「麗子さん」と命名し夢中になってしまう。しかしその後、エロールが自分に惚れて探し回っていることを知り、エロールの前に再度現れ告白を断った。
蒼葉梢（あおば こずえ）
声 - 新井里美
【12月21日生まれ / 12月22日生まれ<アニメ>）射手座 17歳 血液型O型 身長158cm 体重45kg スリーサイズ - B81/W57/H86】
鳴滝荘の大家。管理人室にいる。青華短大付属高校に通う女子高生で、珠実の親友。とても優しく温和だが、かなりの天然。幼い頃から梅干が大好き。またちょっと変な微妙に可愛いものも好きで、どことなくセンスがずれている。10年前から隆士に憧れを抱いていた。10年前の幼少時、曽祖父・総一郎の葬式に隆士と会った後、両親に虐待され置き去りにされた後に再び訪れた灰原に育てられた。白鳥への呼称は「白鳥さん」→「隆士さん」（最終回のみ）。
原作では解離性同一性障害（DID）、いわゆる多重人格者で、この主人格以外に以下の4つの人格を有し、精神的なショック（転ぶ、後ろから突かれる、下着を見られる等）を受けると失神し、いずれかの人格に変わってしまう。その際、瞳の色が人格ごとに変わり（ちなみに梢は青）、無意識的に髪型を変えてしまう。基本的には、人格が変わっても気絶や睡眠を経て最終的に梢に戻るが、人格が変わっている間の記憶の空白は梢自身や他の人間（主に鳴滝荘の住人たち）によって補填されていたため、梢自身は自分が多重人格である事を自覚していない。また、記憶の補填に関しては他の人格たちも自分でそれを行なっていたと見られ、たとえば早紀の場合、人格が表に出ていない（鳴滝荘にいない）間は「山にこもって武者修行をしている」と認識していた。
単行本第8巻にて白鳥と付き合い始めた事で、別人格とも部分的に記憶の共有（全員が白鳥と恋人関係にあると認識している）が始まるという快復の兆候を見せる。彼女の中にいる4人の別人格たちは、梢自身が生み出した物語に出てきた登場人物であり、見えない友達であった。「絵を描くこと」でそのきっかけの一部を作ってしまい、それを知った白鳥を悩ませることになる。もともと、それぞれの人格はお互いを認識する事はなかった。しかし、白鳥への恋愛感情の共有により、梢の精神の深いところで、梢以外の人格が出会い、さらに自分たちを生み出した「蒼葉梢」も認識する（梢本人は気づいていない）。その際、別人格と記憶が完全に共有されてしまうと、別人格が出ている間は5人のうち誰か1人しか白鳥と一緒に過ごせないことに気付いてしまう。別人格らは悩んだ末に常に白鳥と共にあることを選択して梢の中へと帰っていき、彼女は再び一人の人間として生まれ変わった。
アニメでは原作と異なり、病名が伏せられ、人格が変わる現象も「変身」と改められている。その原因は梢がプレゼントした旅行で両親が事故に遭い、自分のせいだと思い込んでしまったからで、「変身」は心的ショックから心を保つための処置だった。そのため、「大事な人がいなくなる」「自分のせいで誰かが事故に遭う」などがあるとトラウマから自閉してしまう（原作では虐待を受け置き去りにされたため）。
後日談では、白鳥と結婚し4人の娘とともに円満な家庭を築く。2人の間に生まれた4人の娘たちは、梢の中へと戻っていった別人格たちの懐かしい面影を残している。
蒼葉梢の交代人格（別人格）
赤坂早紀（あかさか さき）
人格が変わっている際は瞳の色が赤に変わる。男勝りで凶暴かつ攻撃的。口より先にすぐ手が出るタイプ。ウジウジしている・陰気な人物が嫌いでそういう人間を見ると腕力を振るって更生しようとする。だが根は純情で正義感がとても強く、子供好きな一面も見せる。意外にも蝶が苦手。好物はカールの塩味。梅酒しか飲めない下戸だが、必死に周りに隠している。しかし周りにはバレバレで、彼女の暴走をとめる手段として使われている。普段はトレーニングしていることが多いが、夜になると恵達と宴会に興じることがある。作中では話が進むたびにどんどんパワーアップしていき、最終的には庭木をへし折るくらいの怪力になる。髪型はポニーテール。好みのタイプは「裏表のない人物」で正直者は男女問わずに気に入る。梢が白鳥と付き合い始め、記憶の共有が始まってからは白鳥にベタ惚れになり、「お前に降りかかる全ての災厄からお前を守ってやる」とまで宣言している。照れると照れ隠しで無意識のうちに全力で攻撃してきたりする。いわゆるツンデレ。梢の描いた物語の中では「力持ちで正義感の強いみんなを守ってくれる優しい子」。
金沢魚子（かなざわ ななこ）
人格が変わっている際は瞳の色が金色に変わる。精神年齢6歳。好奇心が旺盛で色々なことに興味を持ち、一度何かに興味を示したらそれが満たされるまでは大人しくならず、他の住民を困らせてしまうこともしばしば。興味津々状態は「くりくり」（目がくりくりになる）、物事に満足した状態は「つやつや」（肌がつやつやになる）と表現される。精神的に子供ゆえに行動に歯止めが効かず、常に全力で行動するため、白鳥に肉体的・精神的ダメージを与えることが多い。得意技は魚子ミサイル（全力体当たり）。人形が好きで、特にジョニーがお気に入り。髪型は梢と同じだが、2本のアホ毛を持つ。梢の描いた物語の中では「当時の梢と同い年くらいのとても明るくて人なつこく、いろんなことに興味津々な子」。
緑川千百合（みどりかわ ちゆり）
人格が変わっている際は瞳の色が黄緑色に変わる。その人に合った（彼女曰く「Correct!（正しい）」な）服飾を見つけ出すことを使命としているが、その価値基準は独りよがりで、自分が正しいと思えば相手が嫌がろうと強引に着せ替えてしまう。いわゆる唯我独尊系。常にハイテンションでオーバーアクション、微妙な横文字をよく使う。可愛い女の子が大好きだが、逆に男に対しては異常なほどの嫌悪感を示す。そのため白鳥の事も嫌っていたが、恋愛に興味がなかったわけではなく、記憶の共有が始まってからは早紀同様白鳥にベタ惚れになり、自分なりの方法で男嫌いを克服し、早く白鳥と向かい合って話せるようになろうと努力するようになった。先立って登場した早紀の陰に隠れているが、彼女は主人公嫌悪型のツンデレで、デレたときの破壊力は早紀以上に強烈であり、一気に人気を上昇させた（対照的に、早紀は後回しになったため割を食ってしまった）。珠実とのコンビネーションは抜群で、彼女たちから逃げられた女子（隆子含む）はいない。髪型はいつもサイドポニーテールにしている。よく着用する眼鏡は恵のものを拝借しているが、別に目が悪いわけではなく、単におしゃれで使っている模様。アニメ第18話では桃乃が外出しているのに何故かメガネをかけていた。梢の描いた物語の中では「みんなに可愛い服を配って歩くおしゃれな洋服屋の女の子」。
紺野棗（こんの なつめ）
人格が変わっている際は瞳の色が紺色に変わる。引っ込み思案で人見知りな性格。そのため、他の住人とコミュニケーションが上手く取れず、白鳥と打ち解けるまで誰も名前を知らず、話すところも見かけられたことがなかった。白鳥と仲良くなったことをきっかけにだいぶ打ち解けてきた傾向にあるが、相変わらず白鳥以外とは上手く馴染めていない。手品が得意で、「まほらば蒼」によると職業は「マジカル♥なっちん」。語尾に「…かも」を付ける。漫画の中（一部アニメでも）では頭等から出る花の数などで感情表現を行う。勢いよく飛び出すと気合が入っている、しおれるとちょっと自信なさげ、沢山の花が出ると喜んでいるなど。元々が照れ屋なので、白鳥と付き合い始めてからもなかなか面と向き合えず、隠れてしまうこともあった。髪型は基本的にツーサイドアップだが、アニメでは早紀から直接変身したため、ポニーテールになったこともあった。なお、梢の別人格の中では代表格の模様。梢の描いた物語の中では「虹や星を出すことの出来る、照れ屋な魔法使いの女の子」。

### 鳴滝荘の住民
白鳥以外の住人は全員何かしら心の傷を背負っている。
茶ノ畑珠実（ちゃのはた たまみ）
声 - 堀江由衣
【11月8日生まれ 蠍座 17歳 血液型B型 身長151cm 体重40kgスリーサイズ - B78/W56/H82】
1号室の住人。またの名をブラウニー・ブラウン、略してブラブラ。蒼葉梢とは親友同士で、学校も梢と同じ青華短大付属高校に通っており、クラスも一緒。小4の時に出会ってからずっと梢と一緒に過ごしている。ですます調で喋り、語尾を「です〜」のように伸ばすことが多い。かなりの毒舌家で、梢や銀先生以外には暴言を吐くことも多い。天性の才能により、事象の触りを知るだけで全てを理解しマスターする事ができてしまう。そのため、梢と知り合うまでは喜怒哀楽の感情が欠落していた。桃乃の大学受験時に勉強を教えられる程の学力を持ち、喧嘩も強く不良3人をまとめて倒すほどで、その際アニメでは「瞬撲殺」という技を披露した（漫画では「無制限開放中」と表現）。また、人の弱みをいつの間にか写真に撮っておいて利用することもある。これらの抜群の能力は主に梢を守るために行使され、人格が入れ替わりうる梢が悪い噂ひとつなく平穏な学校生活を送れるのは、彼女の尽力（と手段を選ばない実力行使）があってこそである。彼女の部屋は何か危険で、入ったら最後、暫く立ち上がれないほどの精神的ダメージを受ける。やや同性愛の気があり、桃乃が寝ている所に忍び込んだり、さり気なく胸を揉んだり、同級生の着替えシーンにカメラを持ち込んだりと、セクハラ行動をすることも多い。また、桃乃同様、勝手に隆士の部屋に上がり込んだこともあった。アニメでは海水浴に行った時、海に向かって本人の前で「白鳥さんの、あほーっ!」と叫んだ。
梢に対する感情は同性愛に近いが、白鳥との梢を巡っての言い争いに完敗して以来、「草葉の陰から」2人を見守ることを決める。しかし結局は相変わらず口出ししてくることも多く、あのとき本当に2人の関係を認めたのかどうかは疑問符が付くが、徐々に温かく見守るようになった。オカルト研究部に所属しているが、ほとんど活動はしていない幽霊部員。物語途中でオカルト研究部の部長を引き継ぎ、白鳥との決着後は自分の生き甲斐を探している。
後日談では、高校卒業後カメラマンとして世界中を旅して回っており、あまり鳴滝荘には戻っていないらしい。髪はかつてのようにストレートに戻ったが、体の方は成長していない模様。世界中を旅する間に紫羽夫妻の元へと何度か行っていた。
桃乃恵（ももの めぐみ）
声 - 浅野真澄
【2月13日生まれ 水瓶座 19歳→20歳→21歳血液型O型 身長167cm 体重51kgスリーサイズ - B94/W55/H88】
3号室の住人。またの名をドクター・ピンク、略してドクピン。鷲田大学に通う大学生だが、1年時に単位を多く取っていたようで、2年である現在は自主休学状態（要はサボリ中）。そのため鳴滝荘に常にいる。明るい性格で、よくイベントの立案&まとめ役となる。その多くは突発的だが、結果的にはみんなが楽しめるという結果になっている。好奇心旺盛で、隆士の入居初日から隆士に関する情報を調べ、いきなり部屋に無断で上がり込み、酒を飲ませた。それ以降、なんだかんだで隆士の最大の理解者の1人となる。アニメでは海水浴に行った時、海に向かって本人の前で「白鳥君のば〜か〜っ!」と叫んだ。人をオモチャにするのが大好きだが、実はかなりの照れ屋で自分のこととなるとからっきし。酒豪で何かにつけて宴会をしたがる。語尾に「 - わよ」と付けることが多い。可変型のアホ毛を1本備えている。初期設定では19歳だったが、番外編の「ヒカリ」における1年ダブっている（留年）発言により、単行本第9巻収録の「あとがき地獄フィーバー」で設定が19歳→20歳に変更された。なお、この後誕生日を迎えたので、年齢は21歳になっている。
享楽的な性格だが、実は良家のお嬢様で、中学生までピアノをやっており、将来を有望視されていた。だがそのプレッシャーに耐えられずにリストカットし、同時にピアノを辞めている。その後は喫煙を始めて不良化し、結果として1年の空白期間を過ごす。それ以降親子関係は冷め切っており、両親は文句を言わせないために、毎月仕送りとして30万円を振り込んでいる。左手首を切ったときのためらい傷は今でも残っており、外出するときは腕時計や腕輪、リストバンドなどでいつも隠しているが、何もつけていないときは今もその傷が残っていることを垣間見ることが出来る。
不良として居場所のない無為な時を過ごしていた時に紫羽と出会い、彼の真っ直ぐな思いに触れて更生し、紫羽と付き合い始める。この際にタバコも止めた模様。しかし紫羽は映画の勉強のために海外留学中で、長らく遠距離恋愛を続けていた。紫羽に影響されたのか彼女もかなりの映画好きで、部屋には多くの映画のDVDがあり、とりわけダメ過ぎるB級・C級映画をこよなく愛する。なお高校までは裸眼だったが、紫羽と同じ大学（鷲田大學）に入学するために猛勉強したことで視力が落ち、お揃いの眼鏡をかけるようになった。また、いつも着けているチョーカーは紫羽への想いが続いていることの証。55話で紫羽と婚約を交わし、一緒に日本を発つため鳴滝莊の部屋を引き払った。なお、桃乃と珠実とのメールのやりとりは続いている（しかし、桃乃の携帯電話は日本国外の仕様で日本語が使えないためローマ字でのやりとりをしている）。また、桃乃が退去した後の3号室は珠実のAV鑑賞室兼住人（+α）の溜まり場として使われている。
後日談では、紫羽と結婚後、瑠璃（るり）という名の娘を授かり、夫婦関係も円満な様子。
黒崎沙夜子（くろさき さよこ）
声 - 藤原美央子
【10月17日生まれ 天秤座 年齢不明→27歳 血液型AB型 身長160cm 体重47kgスリーサイズ - B83/W54/H85】
5号室の住人。朝美の母。無気力でネガティブ。弱気になると自殺しようとする癖があるが、悪運が強く自殺は絶対に遂行できない（アニメでは自殺癖が逃亡癖に変更されている）。方向音痴。放っておくとすぐ寝てしまう。唯一の生きがいは朝美。食べる時と朝美のこと以外で能動的に動くことはまずない。基本的に無趣味だが、生活力に関係のないこと（チェス・バイオリン・彫刻）が得意。彫刻の作品として「鳥のえさ」「黒崎朝美」「梢にプレゼントしたヴィネット」がある。
駆け落ち婚のために家族（水無月家）と絶縁状態で、駆け落ち直後に夫が他界してからは女手一つで朝美を養ってきた。その後、偶然沙夜子を見かけたまひるとタチバナに水無月家へ連れ戻され、父母と和解。朝美共々認めて貰え、以降はたまに遊びに行ったり祭りに一緒に行ったりしている。
好物は水羊羹。お嬢様育ち故に生活能力ゼロで共同で使っている冷蔵庫の中の白鳥の飲み物を頻繁に無断で飲むこともある（そのためか珠実や白鳥とはやや相性が悪い）が、血の繋がらない娘でも実の子の様に心から愛している姿は、立派な「母親」そのものと言える。亡き夫にも変わらず強い情を持っている。朝美の白鳥との沙夜子についての相談（を陰で聞いていた）後、サボリ癖・自殺癖などは徐々に改善されている。そして朝美と一緒に頑張るようになり、更に仲睦まじくなった。
後日談では、木彫りの女性（鳶田遙）と共にその彫刻の才能を認められ、彫刻の製造販売を行い、生計を立てている。そこそこ売れているようで家具が増え、ダンボールの数が減ったところを見るに内職生活は脱した模様。
黒崎朝美（くろさき あさみ）
声 - 天神有海
【6月26日生まれ 蟹座 13歳 血液型A型 身長142cm 体重35kg スリーサイズ - B70/W45/H69】
5号室の住人で中学生。沙夜子の娘だが、血は繋がっておらず、父の黒崎と同じく養護施設出身で、物心ついた頃に養女として引き取られてきた。身体的にはここ数年あまり成長していないように見受けられるが、内面は真面目で頑張り屋、常に前向きで気遣いが出来て遠慮がち、誰にでも分け隔てなく接するといった性格ゆえに人に好かれやすい。母とは違ってしっかり者で、家計を支える内職の大半は彼女が行っている。食べられる雑草を採取したり、ダンボール箱で布団や家具を賄ったりと、貧乏生活に対してもかなりたくましい。オレンジジュースは必ず3倍薄めて飲む。母とは違ってかなりポジティブだが、貧乏絡みでネガティブモードに入ることもある。恋愛話に弱く、刺激の強い話を聞くと真っ赤になって失神してしまう。自分をたった一人で育ててくれた沙夜子には心から感謝し、尊敬している。水無月家と和解後はちょくちょくまひると遊んでいる。趣味は料理で、食べて喜ばれるのも好き。大好物はプリン。白鳥への呼称は「白鳥さん」→「お兄ちゃん」。
後日談では高校へ進学し、バイトと受験勉強に精を出しているが、相変わらず恋愛に憧れる面がある。ようやく体の方も成長し始めたようで、少し背が伸びて珠実と並ぶくらいになった。
灰原由起夫（はいばら ゆきお）
声 - 堀内賢雄
【誕生日不明 36歳 身長182cm 体重77kg】
6号室の住人。本作におけるキーパーソンの1人で、梢の曽祖父・総一朗および鳴滝荘の過去に深く関わっている重要な人物。
極端に無口で、他人との会話はパペットのジョニーが代わりに行っている。ジョニーがいないときに筆談を使用したこともあるほどの対人恐怖症で、ジョニーがないとまともにしゃべれない。本職は小説家で、それなりに生活は安定している模様。存在感が希薄で、他の住人から忘れられることもしばしばで、ジョニーからも「浮いている」といわれる。いつもタバコを吸っていて、暇なときはよく庭の池で釣りらしき事をしている（ただ竿を垂らしているだけ）「あの池で鮪がつれるって本当か〜?」とも叫んでいたこともある。釣りをする理由は、そうするとアイディアが浮かぶから。
昔から本が好きで、中学時代は一部のマニアに文学少年としてモテていた。小説家を夢見て上京した際に梢の曾祖父・蒼葉総一朗と出会い、それ以来鳴滝荘に書生として働き居つくようになる。後に孫夫婦と一緒に暮らすと言われ、邪魔になると灰原が思って一旦引き払い別の場所に住んでいたが、梢の両親が蒸発した後は鳴滝荘の管理を受け持ったり、不器用ながらも親代わりとなって梢を一人で育ててきた。梢の多重人格の原因を作ったとして落ち込む白鳥を叱咤した際、最後に「梢をよろしく頼む」と劇中では後にも先にも一度だけ、ジョニーを介さずにしゃべった。
流星ジョニー（りゅうせいジョニー）
灰原由起夫が手に付けている人形（ハンドパペット）。灰原が話すべき事を代弁するが、口が悪いのが難点。ジョニー曰く自分が本体で灰原はオマケであり、ジョニーとしては自身を一個の生命体として扱っている。元々は幼い頃の梢の持ち物で、梢とのコミュニケーションを取る際に灰原が犬のパペットを身につけたことから始まった。天敵は金沢魚子で、奪われた後「いぬ夫」と命名されるというこの上ない屈辱を経験している。また、身代わりの「ジョージ」も奪われ、「キャサリン」と名付けられてしまう。さらに黒猫にも奪われた事もある（取り返した後、ジョニーを紐で固定していた）。

#### 梢の関係者
梢の曽祖父・総一朗と梢の両親を述べる。総一朗は亡くなるまで鳴滝荘の管理者を勤め、両親は灰原が在住していた折に入居してきた。だが、総一朗の死により、夫婦は梢を虐待して蒸発した。
蒼葉総一朗（あおば そういちろう）
梢の曾祖父で、梢・灰原が管理する以前に鳴滝荘を管理していた男。故人。現在の鳴滝荘の舞台を築いた第1人者で、本作最大のキーパーソンである人物。
アニメでは蒼葉総一郎となっており、原作でも実名が明かされ、晴れて「総一朗」が正式名称になった。孫夫婦の不仲に気を揉んでいた。彼の葬儀中、初めて白鳥と梢が出会った。また、灰原にとっても良き理解者であり、親代わりとなって親身にしてくれていた大の恩人。彼の死は梢、灰原の心に深い悲しみを刻みつけることとなった。なお、アニメと原作の事情が一致していると仮定するならば、顔は白鳥隆士に酷似している。
梢の両親
梢の実親。妻の方は総一郎の孫娘。梢の初夢の中で喧嘩していたほか、総一郎の葬式の最中でも喧嘩をするほど夫婦仲が悪かった。原作では断片的にしか語られていないが、梢を虐待、置き去りにして以来10年近く音信不通になっている。アニメでは夫婦仲が悪かったという描写は無かったが、梢が中学生の頃に事故死し、「変身」を引き起こすきっかけを作ったとされた。

### 皇（すめらぎ）デザイン専門学校の人々
銀雅（しろがね みやび）
声 - 木下紗華
【年齢不詳 身長159cm スリーサイズ - B83/W58/H85】
白鳥が通う専門学校絵本作家コースの講師。普段は笑顔を絶やさないおっとりとした人だが、生徒が1分でも遅刻したり、授業中に不真面目な態度を取ったり、宿題を忘れたりすると、「愛のある」折檻をする。折檻の内容は発禁にするほどのものであり、白鳥達生徒は心底恐れている。「メ〜ルヘン」が口癖で、物事の判断基準はメルヘンチックかそうでないか。ゆえに下品なものは大嫌いで、エローリに対しては厳しいことが多い。普段は振袖、正月は洋服、と服装が普通と逆になっている。珠実と頂上同士何か通じ合うものがあるらしく、朋友関係を結んでいる。珠実も「先生」と呼び敬愛している。
エロール / 山吹翼（やまぶき つばさ）
声 - 時田光
【19歳 身長178cm】
白鳥が通う専門学校の男子生徒。「この野郎」と思わせるほど極めて生意気な台詞を吐く事が多い。荒っぽくかつ女好きで助平を絵に描いたような性格をしており、ほとんどの女性に対して下心丸出しで接していた（ただしツルペタには興味なし）。しかし麗子さん（隆士の女装）に出会ったことで、一人の女性に真摯に想いを寄せる真実の愛に目覚める。だが当然その恋は実らず、初めて経験する本当の失恋という傷心の中で巡り会った三千代と慰め合い、互いに大切にし合う関係になった（このことをクラスメイトに話した際に釘バットに「人でなし！」、ホモスキーに「エローリ！」と言われた）。三千代から普段は弁当を、バレンタインデーには特大のチョコレートをもらっているが、エローリとしては三千代は大切にしたい存在であり、助平さは全く向けられていない。妹（舞子）がいるが、かなり嫌われている。下半身直結な性格に問題があるとはいえ意外と絵は上手く、まともに描きさえすれば白鳥と同じくらいの画力は持っている。53話で自分の進むべき道に気づき、エロ漫画作家となるべく絵本作家コースを辞め、漫画家コースへと進む。脇役天国で「翼くん」と名付けられた（後に本名と設定された）が、本編でメイン回を得たことにより脇役天国からは追い出された。アニメに於いては友人Aという名前になっている。
後日談では、漫画家として歩み出し、現在は週刊少年誌で「セクシー学院美女♥ビジョン」を連載中。いわゆる萌え漫画家となり、そこそこの人気はある模様。まほタロではTHE FOOLで、本人が描かれていないと錯覚する程、とんでもなく小さく右下にある（しかし、的確なアドバイスが出来る上に非常に効果的な嫌味を言う才能があったりと、まほらばキャラの中では珠実に次いで（悪）知恵の働くヤツだったりする）。
釘バット / 亜麻根瑞穂（あまね みずほ）
声 - 升望
【19歳 身長160cm スリーサイズ - B84/W59/H81】
白鳥が通う専門学校の女子生徒。エロールの暴走を鉄拳制裁、どこからともなく取り出した釘バット「Xカリパー」で沈めるツッコミ役。絵本作家志望だが、絵は絶望的に下手。エロールによる鳴滝荘にておこなわれたデッサン大会においては恵にその絵を「前衛的で、ある意味才能」と評されている。恋愛願望があり、エロールのことをちょっと気に掛けている節があったが、それを口に出したりはしていない。しかしそれほど強い想いではなかったようで、エロールが三千代と付き合い出してからは素直に身を引いている。ホモスキーの言う「お祭り」に浴衣を着ていった際、「七天抜刀斎あやねタン」と呼ばれるキャラの衣装に似ていたため誤解される。脇役天国で「瑞穂ちゃん」と名付けられた（後に本名と設定された）。単行本の背表紙をホモスキーと一緒に占領している。アニメでは友人B子という名前になるほか、大人の事情により釘バットがメガホンに変わっている。
後日談では、自らの才能のなさに気づいて作家の道を諦め、編集者の道に転向し灰原の担当を務めている。それ以外の面でも、灰原とはデッサン大会以来のいい関係。
ホモスキー / 藍沢理想奈（あいざわ りそな）
声 - 森山理来
【19歳 身長158cm スリーサイズ - B76/W53/H80】
白鳥が通う専門学校の女子生徒。本当は漫画の専門学校に通いたかったが、釘バットに拉致されてきたと本人は言う（当の釘バット曰く「あんた乗り気だったじゃない」）。オタクで腐女子。コスプレイヤーであり、同人誌も描いている。あだ名通りにホモ専門かというとそうでもなく、女の子もいける口で、朝美のことをやたらに可愛がっていた。年末にゆりかもめに乗って「お祭り」（コミックマーケット）に行くと話している。コスプレイヤーとしての名は「ニーナ」で、かなり人気がある。この際の決め台詞の元は「斑鳩」のCMキャッチコピー。脇役天国で「理想奈ちゃん」と名付けられた（後に本名と設定された）。アニメでは友人C子という名前になっている。
後日談では、専門学校卒業後も趣味に没頭し、童話を題材にしたホモ同人誌作成とコスプレに精を出すオタクライフを送っている。しかも個人サークルが壁際大手とノリまくっている。最終話ではグリム童話の作者を題材にした漫画を書いたようだが、銀に見つかり折檻されていた。

### 青華短大付属高校の人々
部長（ぶちょう）
声 - 伊藤静
【18歳 身長162cm スリーサイズ - B82/W57/H83】
本名不明。現世での仮の名はエリカ・バーミリオン。
茶ノ畑珠実と蒼葉梢が所属するオカルト研究部の部長。自称「悪魔崇拝者（サタニスト）」。マゾヒストであり、なじられると悦ぶため、珠実にとっては得意の毒舌が通用せずむしろ喜ばれる、唯一の天敵と呼べる存在。駄洒落が大好きでよく使用するが、朝美以外にはウケない。顔立ちは美人なのだが、瞳に生気がなくおどろおどろしい。分厚いマントをいつも着用しており、夏でも冬服＋マントという出で立ちで、私服もファーつきマントとやたら厚ぼったい格好を好む。しかし、そのマントの下は本人も自覚するほどのナイスバディ。変態的な外見と性格をしているが、時折真面目なアドバイスをしたり、人生論を語ったりと珠実も一目置く存在。その当人は珠実Loveでしょっちゅうモーションを掛けてはスルーされている。
オカルト研究部部長だけあって占いなどが得意で、原作での初登場の話では珠実と恵を除いた鳴滝荘の住人達の性格や未来をタロットカードで占った。神社に行くと性格が逆転し爽やかになり、なじられると泣き、賽銭箱に1万円を入れ他人の幸せを願うまでに変貌する。幼い頃はなぜか眼がキラキラしているが、いつから現在のようになってしまったのかは不明。卒業の際にオカルト研究部の部長を珠実に（無理矢理）引き継がせたが、暇なときは鳴滝荘（桃乃が退去した3号室）に入り浸っている。
破滅的な言動、ひらがなカタカナが混在した喋り口、特徴的な外見などが相まって読者人気が非常に高く、人気投票では二度ともメインキャラクター達を抑え上位に食い込んでいる。
後日談では、占いの腕を活かして占いの館を経営している。その的中率の高さや不思議な人徳も相まって、若い女性の間でかなり人気。また、世界中を旅して回る珠実に付きまとっていることもあるようだ。
ヒロ / 空木尋（うつぎ ひろ）
声 - 木下紗華
17歳。梢のクラスメイトで、管弦楽同好会の会長。会長とはいえタクトを振ることしかできない。会員は会長含め3名の廃部寸前の零細同好会。サクラの妹だけあってダメッ子感を遺憾なく発揮しているが、やる気だけは一人前。「ひあ〜」が口癖で、梢を「梢ポン」と呼ぶ。まひるが「梢ポン」と言うのはヒロの影響。
後日談では、姉のサクラと共に水無月家のメイドとして働き始める。
弓道ちゃん（きゅうどうちゃん）
声 - 森山理来
本名不明、アニメでの表記は弓道少女A。17歳。
学校でいつも梢や珠実と一緒にいる同級生の友人。弓道部所属。学園祭（青華祭）では、5本300円の射的の店を出した。テストの順位が204位だったため、どうやら頭は良くないらしい。恋愛願望が強く、素敵な出会いを求めているが、女子校在学と言うこともあって願いは叶っていない。数少ない登場場所であった脇役天国からも次第に忘れ去られ、存在自体が危ぶまれるようになっていった。後日談でもその存在すら語られない。
ミイラちゃん
声 - 森山理来
本名不明、アニメでの表記はミイラ女。
青華祭のお化け屋敷でミイラをしていた女生徒。脇役天国にも登場。
幽霊ちゃん（ゆうれいちゃん）
声 - 升望
本名不明、アニメでの表記はユウレイ女。
青華祭のお化け屋敷で幽霊をしていた女生徒。脇役天国にも登場。

### 朝美が通う中学校（アニメでは「双葉台第二中学校」）の人々
さっちゃん / 松葉五月（まつば さつき）
声 - 渡辺明乃
【13歳 身長157cm スリーサイズ - B75/W49/H77】
朝美の同級生。大阪弁を話す。三千代の暴走を、辞書や六法全書を振り下ろして沈める【ディクショナリーアタック】（背表紙側を用いる）。だが読んでいる描写は見当たらず、もっぱら武器としてしか使っていない模様。男子（色恋沙汰）にはあまり興味がないらしく、好きなものは朝美。猜疑心がなく、いいように使われやすい朝美が、学校で余計な苦労をしないで済むのは彼女のガードあってのこと。朝美のついでに水無月家に遊びに行ったり、初対面の人に礼儀正しく応対したりと世渡り上手で、朝美とは違う点でしっかりとした娘。
後日談では、高校進学後相変わらず朝美と友人関係を続けつつも、図書館で出会った年上の彼氏と交際中。
みっちゃん / 浅葱三千代（あさぎ みちよ）
声 - 森山理来
【13歳 身長155cm スリーサイズ - B72/W50/H73】
朝美の同級生。ゴージャスで居丈高な振る舞いが目立つお嬢様。朝美の事を「クロスケさん」と呼ぶ。常に扇子を2本は携帯している。ちなみに扇子の柄は、虎が描かれた「猛虎」と「新世界」が確認されている。お金持ちなのは事実だが、土地成金なので凄いという程ではない。そのせいか、凄いお金持ちである水無月家を必要以上に意識している。気位が高く高飛車なため、クラスでも浮いている存在だが、実は寂しがり屋。そんな自分とも普通に接してくれている朝美と親しくなりたがっていたが、素直になることが出来ずに一人涙することになる。そんな傷心の中でたまたま出会ったエロールと意気投合し、心を開き合う関係となる。それ以来、お弁当を作ったり、バレンタインデーに人間の半分位の大きさのチョコレートを渡したりと、徐々に恋愛感情に目覚めつつある。目下エロール好みになるためにムチプリ化に勤しんでいる。
後日談では、引き続きエロールと交際中で、漫画のアシスタント兼アドバイザーも務めている。しかし未だムチプリ化には成功していない。

### 鷲田大學の人々
紫羽龍太朗（しば りゅうたろう）
桃乃恵の1歳年下だが、同級の彼氏。20歳。
気さくな好青年だが、大事な場面では自分の意見をはっきり言う芯の強さを持つ。根っからの真面目な正直者だが、いささかストレートすぎる物言いは周囲を困惑させる。初登場は『ガンガンWING』の全員サービス（有償）DVDに収録された短編デジタルコミック「ヒカリ」であり、その作中で中学の時に桃乃と知り合い、交際を始めた経緯が描かれている。その後はフランスで映画監督になる夢を叶えようと映画制作現場で勉強を始め、不定期ながら桃乃と国際電話で話をしつつ、定期的にエアメールを送っていた。桃乃は電話でよく「他の女の子と〜」とからかうが、彼は交際前の約束（別れたら桃乃が本気で自殺して紫羽の末期まで呪う）を守るため、他の女には全く目を向けていない。事実あなた（恵）に首っ丈と言い切るバカップルぶりを披露している。一時帰国した際、恵にプロポーズし入籍。2人はフランスへと旅立っていった。
後日談では、相変わらず日本国外で生活しており、恵との間に瑠璃（るり）という一人娘を授かる。それに伴い、バカップルは親バカップルへと進化した。
本条巧（ほんじょう たくみ）
声 - 飯田浩志
桃乃と同期の大学生。20歳。
綾乃と交際中。趣味は天体観測。作者が『まほらば』連載以前に書いた読み切り作品「ボイズンガルズ」からゲスト出演。
鈴原綾乃（すずはら あやの）
声 - 木下紗華
2桃乃と同期の大学生。20歳。
巧と交際中。趣味は空手。作者が『まほらば』連載以前に書いた読み切り作品「ボイズンガルズ」からゲスト出演。

### 双葉銀座駅前商店街の人々
阿甘堂のお姉さん / 千草旭（ちぐさ あさひ）
声 - 伊藤静
【29歳 身長162cm スリーサイズ - B84/W52/H85】
大判焼きのお店「阿甘堂」の看板娘。脇役天国の主的存在で、ニックネームとして「旭さん」と名付けられた（後に本名と設定された）。出番はあまり無いが、双葉銀座のアイドル的存在らしい。
ヨ〜ちゃん / 黄有麗（ホァン・ヨウリー）
声 - 森山理来
【25歳 身長160cm スリーサイズ - B87/W57/H85】
日本名：鈴木花子。度々白鳥と遭遇する謎の出稼ぎ労働者。現在は阿甘堂の店員。阿甘堂勤務以前はデパートの宝石店店員、占い師、ライフセーバーなど様々な職に就いていた。そのたびになぜか白鳥らの顔を覚えていない。白鳥が梢の誕生日プレゼントとして買った亜米利加的犬（アメリカンドッグ）を先物取引で手に入れ販売したのも彼女。犯罪まがいな行動もたびたび起こし、身分詐称（偽造パスポート）、詐欺（くじに当りを入れていない行動）などが主であるが、嘘をつくのは苦手。中国人らしく時々中国語を発し、よく語尾に「ヨ〜」と付ける。
後日談では、阿甘堂の店舗拡大後その2号店の店長となり、弟たち（いつの間にかマドハンドのごとく増える）と共に奮戦中。
八百屋のおじさん
声 - 飯田浩志
本名不明。
八百屋「八百長」（やおなが）のおじさん。どうやら彼は八百長の3代目。
おやっさん
本屋「書薄書房」の店長。本名不明。この本屋はエロールのバイト先で、また白鳥が人生初のアルバイトを経験した店。

### 水無月家の人々
水無月丑三（みなづき うしみつ）
声 - 辻親八
【52歳 身長185cm】
黒崎沙夜子の父。彫刻家。石像彫刻家だけあって、年齢のわりには筋骨隆々。右目に眼帯をしている。普段は頑固で厳格だが、根は娘思いで愛妻家。なんだかんだいって朝美を可愛がっていたり、出会ったときから夕にぞっこんだった発言をしたりと、幼女愛好の気あり。メイド付きの豪邸に住んでいたり、木彫りの女性が沙夜子の天才ぶりを「さすがあの方の娘」と思っていたりなど、その筋ではかなり高名な模様。
水無月夕（みなづき ゆう）
声 - 三石琴乃
【47歳 身長140cm スリーサイズ - ヒ・ミ・ツ】
黒崎沙夜子の母。見た目が大変若く外見からは年齢が想像できない。光にめっぽう弱く、特に日光を浴びるとまるでゾンビのように弱ってしまう。日中に外出するときは日傘や日よけが必須。逆に太陽の昇っていない夜になると元気がみなぎる。皆を穏やかに見守るが、話が台無しになりそうな時には丑三を杖で沈める。駄洒落が好き。沙夜子が水無月家に戻った際に無事であれば良いと真っ先に許容し、丑三と沙夜子の言い争いの後で丑三を否定することなく沙夜子を褒め丑三が許すきっかけを作るなど、穏やかで寛容な性格で、受け入れやすいよう提案をする思慮にも長けている。これらと朝美が、頑固な丑三・沙夜子両名をつなぐことになった。
水無月まひる（みなづき まひる）
声 - 斉藤梨絵
【14歳 身長142cm スリーサイズ - ヒ・ミ・ツ】
丑三と夕の子で、沙夜子の妹。幼少時代をイタリアで過ごしたため、日本語がぎこちない。本人は気にしていないが、学校では浮いている。幼い頃よりずっとポーカーフェイスのタチバナを見て育ったためか、表情の変化に乏しい。しかし表情を作るのが苦手なだけで、本当は寂しがり屋で涙もろい。ボール投げの達人。青華祭でバイオリンを弾く沙夜子を発見し、タチバナとともに水無月家へと連れていった。最近では姉である沙夜子より、同世代の朝美に対する関心の方が強くなり、頻繁に朝美に会いにタチバナと一緒に鳴滝荘へ訪れている。戸籍上は朝美の叔母にあたるが、2人の関係は叔母と姪と言うよりも友達関係に近い。
後日談では、大学生となり、朝美とは相変わらず家族ぐるみの良好な関係を築いている。
タチバナ
声 - 木下紗華
【23歳 身長171cm スリーサイズ - B104/W66/H95】
水無月家の優秀なメイド。「タチバナ」は本名かどうかは不明（理由は後述）。射撃やダーツの達人で、ハイレベルの武芸を極める謎の人。情報収集から警護まで何でもこなせる。車の免許を持っており、運転どころかカーチェイスもお手の物。メイド服の下にはかなりのナイスバディが隠されている、まさに無敵の完璧メイド。まひるが幼い頃から常にそばにおり、ボディガードを務めている。まひる同様感情を表に出さないが、実はくまのぬいぐるみ（くまたん）等ファンシーなものが大好きで、毎朝くまたんに「おはよう」の挨拶を欠かさない。自室の中もくまたんグッズでいっぱいである。まひると一緒に鳴滝荘に遊びに来た際は庭にある「圧巻ベアー」で遊んでいることもある。また乙女趣味で、パジャマパーティーやローマでジェラートを食べることなどに憧れる。それゆえ身長が高いことがコンプレックス。桃乃恵に、まひると2人で「殺し屋ブラザーズ」と命名され、タチバナは「殺し屋ブラザーズ（兄）」と呼ばれている。「まほらば蒼」では半分作り話という半分としても過酷な過去を語っているが、この話が本当だとすると本人も自分の本名を知らない可能性が高い。夢は背が小さくなって可愛いお嫁さんになること。
サクラ / 空木桜（うつぎ さくら）
声 - 猪口有佳
【22歳 身長160cm スリーサイズ - B79/W60/H84】
水無月家のメイド。特技は掃除と洗濯（自称）で、料理は大の苦手。優秀すぎるタチバナとは対極でドジだが憎めない人物である。折檻を受けることもしばしばだがしかしタチバナとは仕事の合間に会話しているシーンがあるところを見ると決して仲が悪いわけではないらしい（ただアニメでは皆無となった）。「ふぇ〜」が口癖。夕に過去恩を受けたらしく、彼女に恩返しをしようと一生懸命であるが、裏目に出ることの方が多い。脇役天国では、名前及び出番が増えたことで追い出された、記念すべき第1号。ヒロの姉。
運転手さん
本名不明。男性。水無月家の運転手さん。地味な役柄な割には作中によく登場し、朝美を学校に送った時や初詣に行ったときにも登場している。丑三に入浴に誘われたこともある。

### その他
黒崎（くろさき、名前不明）
沙夜子の夫で朝美の養父。親の顔を知らない孤児。水無月の家で庭師をやっていた時に沙夜子と愛し合い、駆け落ちした直後に交通事故で亡くなっている。朝美の証言では自分は沙夜子と結婚する以前の妻の娘だと言っていたが実際は孤児院から引き取られた為、本当にいたのかどうか不明である。
木彫りの女性 / 鳶田遙（とびた はるか）
沙夜子が散歩中に出会った、木彫りをしていた人物。女性としては高すぎる身長なども相まって、パッと見ではわかりにくいが、女性。沙夜子が作った木彫りの朝美人形に感銘を受け、沙夜子のことを探し歩くようになる。その後朝美と偶然遭遇するが、ストーカーと間違われ、さっちゃんと三千代に撃退される。その際もいささか驚きのため挙動不審であったとはいえ、男性と間違われた可能性が高い。
後日談では、無事に沙夜子と巡り会うことができ、共に彫刻家として活動している。しかしどちらかと言えば、経理や事務的なことをやっている様子。
紫羽瑠璃（しば るり）
紫羽龍太郎と恵の間に生まれた女の子。恵の本来の性格に似て照れ屋、引っ込み思案でしゃべるのが苦手。白鳥の描いた絵本が大のお気に入りで、白鳥に会うのを楽しみにしていた。両親には猫可愛がりされている。
それ
別名：ハル。白鳥が絵本の中に描いた、頭に花を咲かせた少女のようなキャラクター。モデルは梢。半身は土中に埋まっており、そこがどうなっているのかは分からない。しゃべることは出来ないがそれなりにコミュニケーションは出来る。といってもそれほど知能は高くない。またプロトタイプでは、底を見たところ根っこが出ていて、見られると恥ずかしがる。

## 主な舞台

### 鳴滝荘
東京都港区双葉台2-3-13。平屋建てで「ロ」の字型になっており、中庭には樹木が多数ある。炊事場は共同。トイレ・浴室は男女別で共同。これがビル群の中に建っているため、遠くから見ると若干違和感がある。近くに駅・商店街・コンビニ・公園などがある。土足厳禁。炊事場にのみエアコンがある。新入居者はお茶碗がもらえる。廊下の柱の一部はカモフラージュ柱で人が入れる。中庭には池・お楽しみ畑などがある。たびたび徹夜の宴会が開かれる。みんなにとってかけがえのない、大切な場所「真秀場（まほらば）」である。

### 双葉銀座
阿甘堂（あかんどう）
たい焼きや大判焼きなど和菓子を取り扱っている。阿甘堂のお姉さんは常にここにいる。職を転々としていたヨ〜ちゃんがたどり着いた所がここ。経営は順調なようで、2号店がオープンする。
八百長（やおなが）
八百屋のおじさんは常にここにいる。八百長の読みをよく“やおちょう”と間違われる。アニメでは白鳥がここでアルバイトをした。
書簿書房（しょぼしょぼう）
原作ではエロールと白鳥が棚卸しの臨時バイトをした本屋。営業時間はAM10:00-PM8:00。店長は三千代の父親に似ている。
スーパーマルカツ
白鳥が朝美と買い物に行ったスーパー。女性の店員と半額おじさんはここにいる。いつも朝美はここで主婦たちと激安商品を巡って戦っている。
GASE（がせ）
双葉銀座のゲームセンター。珠実がクレーンゲームで店長を泣かせていたのはここ。
テアトル双葉台
白鳥が桃乃と出かけたとき映画を見たところ。ちなみに2人が見たのは「心霊呪殺士太夫丸」と「仁義泣きバトル」の2本。
ファウストキッチン
白鳥が桃乃と出かけたとき昼食を摂った場所。高校進学後の朝美のバイト先もここ。ファウストの名の通り外観やメニューがおどろおどろしい。
BOOKON（ブックオン）
梢が「業務用大鍋大全」と「いざという時のサバイバル料理」を買った本屋。他にも、絵本「貧血猫丸」など奇妙な本も取り扱っている。
SAVEデパート
梢が王様券を使って白鳥と買い物に行った所。ここから白鳥とヨ〜ちゃんの遭遇伝説が始まる。白鳥はここで梢にお茶碗を買ってもらった。

### その他の地域
皇デザイン専門学校
白鳥が通っている美術の専門学校。場所はおそらく双葉台駅から電車で15分ほどの駅の近く。都心のビル街の中にあるが、設備は結構立派である。何階あるのかは不明。
青華短大付属高校
梢や珠実が通っている高等学校。略して青短校。小学校から短大までの一貫教育制の模様。この学校は男子禁制の女子校で、学園祭でも男性は父兄用チケットがなければ入ることができないという（珠実談）。そして俗に言うお嬢様学校であるとのこと。
鷲田大學
恵達が在籍している大学。比較的清潔感があり、食堂などの設備もしっかりしている。恵が電車に乗って行ったときに青短校の生徒がいたことから、鳴滝荘からそう遠くではない模様。
水無月家
丑三・夕・まひるが住んでいる洋館風の豪邸。タチバナとサクラら使用人たちもここに住み込んでいる。夕が光に弱いため、屋敷内は少し暗くしてある。芸術家である丑三の趣味もあって、邸内には絵画や彫刻などの美術品があちこちに飾られている。

## 書誌情報

### 単行本
- 小島あきら 『まほらば』 スクウェア・エニックス〈ガンガンウイングコミックス〉、全12巻
  1. 2001年7月27日発行、ISBN 4-7575-0501-9
  2. 2002年1月26日発行、ISBN 4-7575-0625-2
  3. 2002年7月27日発行、ISBN 4-7575-0750-X
  4. 2002年12月25日発行、ISBN 4-7575-0848-4
  5. 2003年9月27日発行、ISBN 4-7575-1039-X
    - 初回限定特装版 - ISBN 4-7575-1040-3

  6. 2003年12月27日発行、ISBN 4-7575-1115-9
  7. 2004年9月27日発行、ISBN 4-7575-1278-3
  8. 2004年12月27日発行、ISBN 4-7575-1340-2
    - 初回限定特装版 - ISBN 4-7575-1329-1

  9. 2005年4月27日発行、ISBN 4-7575-1415-8
  10. 2005年11月27日発行、ISBN 4-7575-1531-6
  11. 2006年4月27日発行、ISBN 4-7575-1675-4
  12. 2006年7月27日発行、ISBN 4-7575-1728-9

### まほらば公式ファンブック
- 『まほらば蒼』2005年7月27日発行、ISBN 4-7575-1490-5
  - キャラクターなどの詳細設定を収録した公式設定資料集。タチバナの過去を描いた読切「Forza Tachibana!」も収録。
- 『まほらば白』2006年7月27日発行、ISBN 4-7575-1732-7
  - 『ガンガンWING』表紙などのカラーイラストや未収録4コマ漫画、さらに描き下ろしイラスト数点を盛り込んだオールカラー本。

## アニメ「まほらば〜Heartful days」
アニメでは解離性同一性障害と自殺癖が放送コード的に問題があり、それぞれ変身、逃走癖へと設定が変わっている。また桃乃の年齢が第1話の時点から20歳となっている、（ヒカリの修正を受けて）早紀の暴走を止める際、酒を飲ますのではなく嗅がす（未成年の飲酒行為を防ぐため）、釘バットの持ち物がメガホンになるなどの変更がある。

### スタッフ
- 監督 - 木村真一郎
- 監督補佐 - 長井龍雪
- シリーズ構成 - 山田靖智
- キャラクターデザイン・総作画監督 - 藤井昌宏
- 美術監督 - 居垣宏、東潤一
- 色彩設定 - 安藤智美
- 撮影監督 - 黒澤豊
- 編集 - 関一彦
- 音響監督 - 高橋剛
- 音楽 - アンネ
- プロデューサー - 森山敦
- アニメーション制作 - J.C.STAFF
- 製作 - まほらば製作委員会

### 主題歌
オープニングテーマ「大事♥Da・I・Ji」（TV放送：2 - 21・23 - 25話、DVD版：2 - 26話）
作詞 - 牧穂エミ / 作曲 - 高井ウララ / 編曲 - 牧野信博 / 歌 - 佐伯美愛・白石涼子
エンディングテーマ「僕のスピードで」（TV放送：1 - 24・26話、DVD版：全話）
作詞・作曲・歌 - 米倉千尋 / 編曲 - 高山和芽
- 共にキングレコード（スターチャイルドレーベル）よりCDが発売されている。また、TV放送は第1話と第22話のOPと第25話のEDはなし。

### 各話リスト
| 話数 | サブタイトル            | 脚本           | 絵コンテ   | 演出       | 作画監督          |
| ---- | ----------------------- | -------------- | ---------- | ---------- | ----------------- |
| 1    | ようこそ鳴滝荘へ        | 山田靖智       | 木村真一郎 | 木村真一郎 | 大木良一          |
| 2    | 大家さんのひみつ        | 山田靖智       | 長井龍雪   | 長井龍雪   | 清水博幸          |
| 3    | 大切な場所              | 山田靖智       | 木村真一郎 | 西村博昭   | 大河原晴男        |
| 4    | ぬくぬく                | 山田靖智       | 桜美かつし | 鈴木洋平   | 大木良一          |
| 5    | ネガポジ                | 佐藤勝一       | 伊藤真朱   | 伊藤真朱   | 丸山隆            |
| 6    | 珠チェック              | 滝晃一         | 又野弘道   | 又野弘道   | 小山知洋          |
| 7    | かくれんぼ              | 新宅純一       | 転房圭二   | 鈴木洋平   | 織枝一寛          |
| 8    | おかいモノ              | あみやまさはる | 長井龍雪   | 長井龍雪   | 佐野英敏          |
| 9    | これくと!               | 山田靖智       | 西村博昭   | 西村博昭   | 柳伸亮            |
| 10   | スケッチ                | 滝晃一         | 上原秀明   | 鈴木洋平   | 大木良一          |
| 11   | 想い…                   | あみやまさはる | 伊藤真朱   | 伊藤真朱   | 丸山隆            |
| 12   | 夏だ! 水着だ! 海水浴だ! | 佐藤勝一       | 又野弘道   | 又野弘道   | 小山知洋          |
| 13   | 鳴滝荘のタカラモノ      | 山田靖智       | 長井龍雪   | 長井龍雪   | 佐野英敏          |
| 14   | 夏の終わりに            | 新宅純一       | 西村博昭   | 西村博昭   | 柳伸亮            |
| 15   | …かも                   | 山田靖智       | 木村真一郎 | 鈴木洋平   | 野口孝行          |
| 16   | 千客万来                | 佐藤勝一       | 転房圭二   | 上原秀明   | 丸山隆            |
| 17   | そらのいろ              | 滝晃一         | 上原秀明   | 上原秀明   | 大木良一          |
| 18   | にゃーにゃーにゃー      | 新宅純一       | 伊藤真朱   | 伊藤真朱   | 大木良一          |
| 19   | みんなの一日            | あみやまさはる | 又野弘道   | 又野弘道   | 小山知洋          |
| 20   | 学園祭にて              | 新宅純一       | 西村博昭   | 西村博昭   | 大河原晴男        |
| 21   | 親・子                  | あみやまさはる | 長井龍雪   | 長井龍雪   | 佐野英敏          |
| 22   | 大事…                   | あみやまさはる | 鈴木洋平   | 鈴木洋平   | 石田啓一 柴田志郎 |
| 23   | 紅葉の中で              | 佐藤勝一       | 転房圭二   | 上田繁     | 佐野英敏          |
| 24   | すず                    | 滝晃一         | 上原秀明   | 上原秀明   | 丸山隆            |
| 25   | 告げる夜                | 山田靖智       | 長井龍雪   | 長井龍雪   | 大木良一          |
| 26   | まほらば                | 山田靖智       | 木村真一郎 | 木村真一郎 | 藤井昌宏          |

- 第16話と第17話は、テレビ東京のみ1時間スペシャルとして同日の放送であった。このとき、系列局では通常放送であったため遅れが一時的に拡大した（テレビ大阪の場合、2日遅れ→9日遅れ）。なお、中継を行った週（この年は6月6日）はテレビ東京では休止となったため、系列局での放送は再び1週以内の遅れとなった。
- 第25話と第26話は放送スケジュールの都合上、1時間スペシャルとして同日の放送であった。内容的な違いはないが、25話目にエンディングがなく、26話にまとめられている（テレビ北海道を除く）。なおDVD版では、一時間スペシャルではなかったことにされているが、特典としてスペシャルバージョンエンディングとして収録されている。ただし、クレジットがないのでTV放送時のものとはまた異なっている。キッズステーションで再放送された際も分割放送された。

### 放送局
| 放送地域       | 放送局               | 放送期間                | 放送日時                                      |
| -------------- | -------------------- | ----------------------- | --------------------------------------------- |
| 関東広域圏     | テレビ東京（制作局） | 2005年1月10日 - 6月27日 | 月曜 1:30 - 2:00（日曜深夜）                  |
| 愛知県         | テレビ愛知           | 2005年1月11日 - 6月28日 | 火曜 1:28 - 1:58（月曜深夜）                  |
| 北海道         | テレビ北海道         | 2005年1月11日 - 7月2日  | 火曜 2:00 - 2:30（月曜深夜）                  |
| 福岡県         | TVQ九州放送          | 2005年1月11日 - 6月28日 | 火曜 2:55 - 3:25（月曜深夜）                  |
| 大阪府         | テレビ大阪           | 2005年1月12日 - 6月29日 | 水曜 3:10 - 3:40（火曜深夜）                  |
| 岡山県・香川県 | テレビせとうち       | 2005年1月14日 - 7月1日  | 金曜 2:00 - 2:30（木曜深夜）                  |
| 日本全域       | AT-X                 | 2005年6月3日 - 8月26日  | 金曜 22:00 - 23:00 （リピートあり、2話連続）  |
| 日本全域       | キッズステーション   | 2006年4月13日 - 10月5日 | 木曜 0:30 - 1:00（水曜深夜） （リピートあり） |

※地上波ではテレビ北海道のみ分割放送。第25話を6月28日に、第26話を7月2日に放送。

### 台湾での放送
台湾のMOMO親子台で『我們的仙境』というタイトルで放送。現地語に吹き替えた上で放送された。
- 吹き替え版の声の出演
  - 蒼葉梢：ジャン・ヤージン
  - 白鳥隆士：リー・ミンシン
  - 桃乃恵：ヤン・カイカイ
  - 茶ノ畑珠実：レイ・ビーウェン
  - 黒崎沙夜子：ジャン・ヤージン
  - 黒崎朝美：レイ・ビーウェン
  - 灰原由起夫（流星ジョニー）：ウー・ウェンミン

## インターネットラジオ
愛のまほらば劇場
パーソナリティ：新井里美、白石涼子
アニメ公式サイトで2004年12月24日から配信が開始され2005年7月15日に最終回を迎えた。またアニメDVDには映像特典として「愛のまほらば劇場 ざ・びでお」が収録されている。
公開録音
パーソナリティ：新井里美、白石涼子
ゲスト：木下紗華
2005年10月23日にはヤマギワソフト館で公開録音イベントが催され、2005年11月1日に配信されている。

## 関連商品

### 『月刊ガンガンWING』付録
- まほらば朱（2005年4月号付録） - 原作漫画第1、2話と未公開漫画「ぱらのいあ」「まほろば」を収録。
- まほらば朱・碧専用カバー（2005年5月号付録）
- まほらば碧（2005年6月号付録） - 読み切り漫画「ボイズンガルズ」他、ゲームアンソロジーを7本収録。
- まほらば金（2005年8月号付録） - TVアニメと同じ声優の新作ミニドラマCDその1。
- まほらば銀（2005年9月号付録） - TVアニメと同じ声優の新作ミニドラマCDその2。
- まほらば単行本10巻偽カバー（2006年2月号付録）

### まほタロ
『まほらば』のキャラクターが描かれた全22枚のタロットカード。作者描き下ろし。正規ナンバーのほか、背景の簡略化された量産型、ヘタ絵で描かれたにせタロ、プリズム加工されたスペシャル版などが存在する。
| No | カード               | キャラクター                    | 入手法                                             |
| -- | -------------------- | ------------------------------- | -------------------------------------------------- |
| 1  | THE MAGICIAN         | 紺野棗                          | コミック第3巻 初版に付属                           |
| 2  | THE HIGH PRIESTESS   | 水無月まひる                    | コミック第4巻 初版に付属                           |
| 3  | THE EMPRESS          | 銀雅                            | コミック第4巻＋WING本誌応募券でプレゼント          |
| 4  | THE EMPEROR          | 釘バット（亜麻根瑞穂）          | コミック第4巻＋WING本誌応募券でプレゼント          |
| 5  | THE HIEROPHANT       | ホモスキー（藍沢理想奈）        | コミック第4巻＋WING本誌応募券でプレゼント          |
| 6  | THE LOVERS           | 緑川千百合                      | コミック第5巻＋WING本誌応募券でプレゼント          |
| 7  | THE CHARIOT          | 桃乃恵                          | ドラマCD『旅だ、事件だ、まほらばだ!!』初回版に付属 |
| 8  | THE STRENGTH         | 赤坂早紀                        | コミック第7巻 初版に付属                           |
| 9  | THE HERMIT           | 灰原由起夫&流星ジョニー         | コミック第8巻 初版に付属                           |
| 10 | THE WHEEL OF FORTUNE | 水無月夕                        | WING本誌2005年3月号に付属                          |
| 11 | THE JUSTICE          | 浅葱三千代                      | WING本誌2005年4月号に付属                          |
| 12 | THE HANGEDMAN        | 白鳥隆士                        | WING本誌2005年5月号に付属                          |
| 13 | THE DEATH            | 黒崎沙夜子                      | コミック第9巻 初版に付属                           |
| 14 | THE TEMPERANCE       | 黒崎朝美                        | WING本誌2005年6月号に付属                          |
| 15 | THE DEVIL            | 部長                            | WING本誌2005年7月号に付属                          |
| 16 | THE TOWER            | 茶ノ畑珠実                      | WING本誌2005年8月号に付属                          |
| 17 | THE STAR             | 金沢魚子                        | WING本誌2005年9月号に付属                          |
| 18 | THE MOON             | さっちゃん（松葉五月）          | WING本誌2005年10月号に付属                         |
| 19 | THE SUN              | 白鳥隆子                        | コミック第10巻 初版に付属                          |
| 20 | THE JUDGEMENT        | タチバナ                        | コミック第11巻 初版に付属                          |
| 21 | THE WORLD            | 蒼葉梢                          | コミック第12巻 初版に付属                          |
| 0  | THE FOOL             | エローリ（山吹翼）              | WING本誌2005年2月号に付属                          |
| EX | THE WAND             | サクラ（空木桜）&ヒロ（空木尋） | WING本誌2005年11月号に付属                         |
| EX | THE SWORD            | 水無月丑三                      | WING本誌2005年11月号に付属                         |
| EX | THE CUP              | 「それ」                        | WING本誌2005年11月号に付属                         |
| EX | THE PENTACLE         | ヨ〜ちゃん（黄有麗）            | WING本誌2005年11月号に付属                         |
| SP | THANK YOU!           | 鳴滝荘メンバー                  | WING本誌2006年7月号に付属                          |

### CD・DVD

#### ドラマCD
『旅だ、事件だ、まほらばだ!!』
2003年7月26日、パイオニアLDC発売
このドラマCDはアニメ化前の制作のため、声優はアニメ版とは異なる。
小島あきらからは「まほらば・オルタナティブ」と評されている。
声の出演
- 蒼葉梢：中原麻衣
- 白鳥隆士：朴璐美
- 桃乃恵：豊口めぐみ
- 茶ノ畑珠実：浅野真澄
- 黒崎沙夜子：川澄綾子
- 黒崎朝美：清水愛
- 灰原由起夫（流星ジョニー）：速水奨
- ジャック：石丸博也 ※ドラマCDオリジナルのジャッキー・チェンのパロディ・キャラクター

『まほらば〜Heartful days ボーカル&ドラマアルバム「鳴滝荘へ、いらっしゃい」』
2005年3月24日、キングレコード発売、アニメ版準拠
『まほらば〜Heartful days 「脇役天国・・かも」』
2005年5月25日、キングレコード発売、アニメ版準拠

#### DVDコミック
『ヒカリ』
『月刊ガンガンWING』2004年2月号応募者全員サービス「DVDコミック ガンガンWINGデジタルエディション」に収録された、音声付フルカラー短編デジタルコミック。
この作品は『ガンガンWING』での告知などでは『まほらば』との関係には一切触れられず、小島あきらの新作短編としてのみ紹介されており、作品のラストでのヒロインの自称「幽霊の少女」の自己紹介で初めて『まほらば』の関連作品である事が判明するというサプライズを狙った作品。アニメ化前のため、上記ドラマCDと同じ声優である。しばらく間を置いてコミックスにモノクロで収録された。
声の出演
- 豊口めぐみ - 役名の表記はなく、作中ラストで判明する。
- 福山潤 - 役名の表記はなく、作中でも名前は出ない。その後「まほらば」本編登場時に判明する。

スタッフ
- 音声：松木仁美
- 音楽：村木康生
- 彩色：新川恵美子
- 動画編集：植木卓郎
- 協力：81プロディース、ぷろだくしょんバオバブ
- 音響監督：ドン・マッコウ
- ディレクター：堀口比呂志
- 企画・制作：月刊ガンガンWING編集部、有限会社ツーファイブ

#### TVサウンドトラック
- まほらば〜Heartful days〜 ボーカル&ドラマアルバム『鳴滝荘へ、いらっしゃい』
- まほらば〜Heartful days〜 サウンドトラック&ドラマアルバム『脇役天国…かも』

#### DVD
奇数巻は期間限定版と通常版がある。期間限定版は通常版の1か月前に発売され、キャラクターカード1枚とグッズが付く。
- まほらば〜Heartful days - 第1巻 [DVD+サントラCD] 1 - 3話収録（2005年5月11日発売）
- まほらば〜Heartful days - 第1巻 [通常版] 1 - 3話収録（2005年6月8日発売）
- まほらば〜Heartful days - 第2巻 4 - 6話収録（2005年6月8日発売）
- まほらば〜Heartful days - 第3巻 [DVD+全巻収納ボックス] 7 - 9話収録（2005年7月16日発売）
- まほらば〜Heartful days - 第3巻 [通常版] 7 - 9話収録（2005年8月3日発売）
- まほらば〜Heartful days - 第4巻 10 - 12話収録（2005年8月3日発売）
- まほらば〜Heartful days - 第5巻 [DVD+デスクトップ用CD-ROM] 13 - 15話収録（2005年9月7日発売）
- まほらば〜Heartful days - 第5巻 [通常版] 13 - 15話収録（2005年10月5日発売）
- まほらば〜Heartful days - 第6巻 16 - 18話収録（2005年10月5日発売）
- まほらば〜Heartful days - 第7巻 [DVD+2006年度卓上カレンダー] 19 - 21話収録（2005年11月2日発売）
- まほらば〜Heartful days - 第7巻 [通常版] 19 - 21話収録（2005年12月7日発売）
- まほらば〜Heartful days - 第8巻 22 - 24話収録（2005年12月7日発売）
- まほらば〜Heartful days - 第9巻 [DVD+絵本（うめぼし姫）] 25・26話収録（2006年1月12日発売）
- まほらば〜Heartful days - 第9巻 [通常版] 25・26話収録（2006年1月12日発売）